# 矢賀站
矢賀站（日语：／ Yaga eki */?）是位於廣島縣廣島市東區矢賀五丁目80番，西日本旅客鐵道（JR西日本）的藝備線車站。
在廣島站至此站之間的路線旁設有新幹線回廠線高架橋。

## 歷史
- 1929年（昭和4年）3月20日 - 藝備鐵道（日语：芸備鉄道）停留場啟用。為汽油車專用車站。
- 1937年（昭和12年）7月1日 - 藝備鐵道被國有化，備中神代站至廣島站之間成為藝備線。此站成為藝備線車站。此站繼續為汽油車專用車站。
- 1941年（昭和16年）8月10日 - 汽油車廢止，此站暫停營業。
- 1942年（昭和17年）10月28日 - 矢賀信號場復活。
- 1943年（昭和18年）4月2日 - 升級至車站，車站名為矢賀站。
- 1987年（昭和62年）4月1日 - 伴隨國鐵分割民營化，車站由西日本旅客鐵道（JR西日本）營運。
- 日期不詳 - 成為業務委託車站，委托JR西日本廣島Maintec（日语：JR西日本広島メンテック）負責車站業務。
- 2004年（平成16年）10月 - 在窗口營業時間中，引入中途休息時段。
- 2007年（平成19年）
  - 6月22日 - 引入ICOCA簡易型自動閘機。
  - 7月26日 - 開設綠色窗口。窗口營業時間在平日和假日均不同。
  - 9月1日 - 此站開始可以使用IC卡「ICOCA」。
- 2018年（平成30年）7月6日～22日 - 發生雨災使車站暫停營業。

## 車站構造
車站是一座地面車站，設有1面2線的島式月台，可進行列車交會。此設有古老的車站大樓，大樓位於路線西邊位置。月台與大樓之間設有跨線橋連接。此站設有濕廁，也是由古老建築物建造而成，在閘內外也可使用。在閘外設有一間已封閉的房間。如要前往AEON Mall廣島府中方向，需要橫過平交道。在此站北邊（戶坂一方），設有新幹線博多綜合車輛所廣島分所的側線分支。
此站是由廣島站管理的業務委託車站，委托JR西日本廣島Maintec負責車站業務。
此站位於JR特定都區市內制度中，「廣島市內」的車站，此站可以使用ICOCA。

### 月台
| 月台 | 路線   | 上下行 | 方向             |
| ---- | ------ | ------ | ---------------- |
| 1    | 藝備線 | 上行   | 志和口、三次方向 |
| 2    | 藝備線 | 下行   | 廣島方向         |

## 車站周邊
- JR西日本博多綜合車輛所廣島分所、廣島新幹線運輸所（日语：広島新幹線運転所）
- JR貨物 廣島車輛所（日语：広島車両所）
- 廣島市立矢賀小學
- 麒麟啤酒公園廣島（前麒麟啤酒廣島工場（日语：キリンビール広島工場））
  - AEON Mall廣島府中（日语：イオンモール広島府中）
  - 廣島Baltic 11
- ROYAL HOME中心矢賀店
- 廣島電鐵矢賀站入口巴士站
- Foreo廣島東
- 廣島站便當（日语：広島駅弁当）總部

## 使用狀況
根據「廣島市統計書」和「廣島市勢要覧」，以下為使用人次。
| 年度               | 1日平均 乘車人次 | 1日平均 下車人次 |
| ------------------ | ---------------- | ---------------- |
| 1947年（昭和22年） | 1,263            | -                |
| 1948年（昭和23年） | 1,640            | -                |
| 1949年（昭和24年） | 2,134            | -                |
| 1950年（昭和25年） | 1,511            | -                |
| 1951年（昭和26年） | 927              | 901              |

| 年度               | 1日平均 乘車人次 | 1年總 乘客人次 | 1年總 下車人次 |
| ------------------ | ---------------- | -------------- | -------------- |
| 1952年（昭和27年） | 728.6            | 265,936        | -              |
| 1953年（昭和28年） | 518.4            | 189,232        | -              |
| 1954年（昭和29年） | 407.8            | 148,840        | -              |
| 1955年（昭和30年） | 279.9            | 102,429        | -              |
| 1956年（昭和31年） | 272.8            | 99,573         | -              |
| 1957年（昭和32年） | 258.2            | 94,229         | -              |
| 1958年（昭和33年） | 217.0            | 79,188         | 80,354         |
| 1959年（昭和34年） | 168.8            | 61,778         | 67,691         |
| 1960年（昭和35年） | 171.5            | 62,601         | 70,963         |
| 1961年（昭和36年） | 209.0            | 76,299         | 75,459         |
| 1962年（昭和37年） | 242.4            | 88,481         | 82,886         |

| 年度               | 1日平均 乘車人次 | 1年總 乘車人次 | 定期票 人次 | 普通票 人次 |
| ------------------ | ---------------- | -------------- | ----------- | ----------- |
| 1963年（昭和38年） | 250.2            | 183,145        | 134,842     | 48,303      |
| 1964年（昭和39年） | 265.7            | 193,988        | 145,456     | 48,532      |
| 1965年（昭和40年） | 295.7            | 215,883        | 159,010     | 56,873      |
| 1966年（昭和41年） | 294.5            | 214,989        | 156,984     | 58,005      |
| 1967年（昭和42年） | 299.2            | 219,039        | 146,896     | 72,143      |
| 1968年（昭和43年） | 272.3            | 198,808        | 136,994     | 61,814      |
| 1969年（昭和44年） | 262.1            | 191,332        | 128,392     | 62,940      |
| 1970年（昭和45年） | 308.2            | 224,956        | 145,584     | 79,372      |
| 1971年（昭和46年） | 345.7            | 253,047        | 155,280     | 97,767      |
| 1972年（昭和47年） | 429.0            | 313,152        | 177,266     | 135,886     |
| 1973年（昭和48年） | 563.1            | 411,037        | 208,100     | 202,937     |
| 1974年（昭和49年） | 695.4            | 507,677        | 242,200     | 265,477     |
| 1975年（昭和50年） | 917.2            | 671,366        | 242,106     | 429,260     |
| 1976年（昭和51年） | 750.2            | 547,649        | 254,254     | 293,395     |
| 1977年（昭和52年） | 683.7            | 499,095        | 254,506     | 244,589     |
| 1978年（昭和53年） | 718.1            | 524,215        | 303,322     | 220,893     |

| 年度                | 1日平均 乘車人次 |
| ------------------- | ---------------- |
| 1979年（昭和54年）  | 779              |
| 1980年（昭和55年）  | 713              |
| 1981年（昭和56年）  | 667              |
| 1982年（昭和57年）  | 642              |
| 1983年（昭和58年）  | 597              |
| 1984年（昭和59年）  | 631              |
| 1985年（昭和60年）  | 547              |
| 1986年（昭和61年）  | 539              |
| 1987年（昭和62年）  | 565              |
| 1988年（昭和63年）  | 676              |
| 1989年（平成 元年） | 665              |
| 1990年（平成02年）  | 750              |
| 1991年（平成03年）  | 785              |
| 1992年（平成04年）  | 812              |
| 1993年（平成05年）  | 827              |
| 1994年（平成06年）  | 899              |
| 1995年（平成07年）  | 885              |
| 1996年（平成08年）  | 930              |
| 1997年（平成09年）  | 913              |
| 1998年（平成10年）  | 908              |
| 1999年（平成11年）  | 941              |
| 2000年（平成12年）  | 926              |
| 2001年（平成13年）  | 893              |
| 2002年（平成14年）  | 863              |
| 2003年（平成15年）  | 885              |
| 2004年（平成16年）  | 818              |
| 2005年（平成17年）  | 738              |
| 2006年（平成18年）  | 748              |
| 2007年（平成19年）  | 786              |
| 2008年（平成20年）  | 801              |
| 2009年（平成21年）  | 825              |
| 2010年（平成22年）  | 838              |
| 2011年（平成23年）  | 843              |
| 2012年（平成24年）  | 867              |
| 2013年（平成25年）  | 856              |
| 2014年（平成26年）  | 856              |
| 2015年（平成27年）  | 929              |
| 2016年（平成28年）  | 1,001            |
| 2017年（平成29年）  | 1,000            |
| 2018年（平成30年）  | 930              |

乘車人次圖表

## 相鄰車站
西日本旅客鐵道（JR西日本）
 藝備線
■快速「三次快車」、■普通
戶坂（JR-P03）－矢賀（JR-P02）－（（貨）廣島貨物總站）－矢賀（JR-P01）
- 但是，藝備線路軌不可進入廣島貨物總站。現時在書籍上，該處為山陽本線的分支點（在路線名稱上，廣島貨物總站至廣島站之間為山陽本線、藝備線雙重路線）。

在戰前，此站至戶坂站之間曾經設有安藝中山站和石原站。均為汽油車專用車站。在1941年（昭和16年）8月10日，由於戰時體制下，燃料需求惡化使汽油車廢止，以上兩站暫停營業。
另外，在藝備鐵道時代，此站至廣島站之間設有貨運專用的東廣島站。在1937年（昭和12年）7月1日藝備鐵道國有化同時廢止。

## 外部連結
- 矢賀｜車站資訊：JR出門網 - 西日本旅客鐵道（日語）